# Pedicularis subulatidens
Pedicularis subulatidens är en snyltrotsväxtart som beskrevs av Tsoong. Pedicularis subulatidens ingår i släktet spiror, och familjen snyltrotsväxter. Inga underarter finns listade i Catalogue of Life.